# Бах, Иоганн Николаус
Иоганн Николаус Бах (1669—1753) — немецкий композитор и инструментальный мастер. Старший сын Иоганна Кристофа Баха и троюродный брат Иоганна Себастьяна Баха.
Вероятно, он родился в Айзенахе, где его отец работал музыкантом. До 1689 года посещал латинскую школу Айзенаха и был учеником органиста города Йены Дж. М. Кнупфера, сына Себастьяна Кнупфера. Учился в Йенском университете, где позже служил органистом. Приблизительно в 1700 году, он посетил Италию, где на него оказал особое влияние Антонио Лотти. Позднее служил в датской армии. Затем он вернулся в Йену, где прожил остаток своих дней. Несколько его сочинений сохранилось. Также занимался изготовлением клавесинов и органов.
Дошедшие до наших времен пьесы включают в себя мессу, две хоральные прелюдии на тему «Nun freut euch, lieben Christen g’mein» и зингшпиль «Der jenaische Wein- und Bierrufer», написанные в форме кводлибет ещё в студенческие годы обучения в Йене.